# Liste der Naturdenkmale in Glatten
| Naturdenkmale | Anzahl |
| ------------- | ------ |
| FND           | 0      |
| END           | 12     |
| Gesamt        | 12     |

Die Liste der Naturdenkmale in Glatten nennt die verordneten Naturdenkmale (ND) der im baden-württembergischen Landkreis Freudenstadt liegenden Gemeinde Glatten. In Glatten gibt es insgesamt zwölf als Naturdenkmal geschützte Objekte, keines ist ein flächenhaftes Naturdenkmal (FND), alle sind Einzelgebilde-Naturdenkmale (END).
Stand: 31. Oktober 2016.

## Einzelgebilde (END)
| Name                       | Bild | Kennung     | Einzelheiten                                        | Position | Fläche Hektar | Datum        |
| -------------------------- | ---- | ----------- | --------------------------------------------------- | -------- | ------------- | ------------ |
| 1 Kandelaberfichte         | BW   | 82370300010 | Glatten                                             | ⊙        | 0,0           | 7. Jan. 1992 |
| 1 mehrstämmige Sommerlinde | BW   | 82370300009 | Glatten                                             | ⊙        | 0,0           | 7. Jan. 1992 |
| 1 Sommerlinde              | BW   | 82370300013 | Glatten Nicht mehr in der LUBW-Datenbank vorhanden. | ⊙        | 0,0           | 7. Jan. 1992 |
| 1 Stieleiche               | BW   | 82370300004 | Glatten                                             | ⊙        | 0,0           | 7. Jan. 1992 |
| 1 Winterlinde              | BW   | 82370300001 | Glatten                                             | ⊙        | 0,0           | 7. Jan. 1992 |
| 1 Winterlinde              | BW   | 82370300002 | Glatten                                             | ⊙        | 0,0           | 7. Jan. 1992 |
| 1 Winterlinde              | BW   | 82370300005 | Glatten                                             | ⊙        | 0,0           | 7. Jan. 1992 |
| 1 Winterlinde              | BW   | 82370300006 | Glatten                                             | ⊙        | 0,0           | 7. Jan. 1992 |
| 1 Winterlinde              | BW   | 82370300007 | Glatten                                             | ⊙        | 0,0           | 7. Jan. 1992 |
| 1 WInterlinde              | BW   | 82370300012 | Glatten                                             | ⊙        | 0,0           | 7. Jan. 1992 |
| 1 Winterlinde              | BW   | 82370300014 | Glatten                                             | ⊙        | 0,0           | 7. Jan. 1992 |
| 1 Winterlinde              | BW   | 82370300015 | Glatten                                             | ⊙        | 0,0           | 7. Jan. 1992 |
| Legende für Naturdenkmal   |      |             |                                                     |          |               |              |